# Heinrich von Nördlingen
Heinrich von Nördlingen (* um 1310; † evtl. bis 1379) war ein katholischer Seelsorger, Prediger und insbesondere Vermittler mystischer Spiritualität.

## Leben
Heinrich wirkte nach 1330 als Weltpriester unter anderem in den Klöstern Ober- und Niederschönenfeld und Kloster Zimmern und bei den Dominikanerinnen in Maria Medingen. Hier lernte er die Nonne Margareta Ebner kennen. Sein Briefwechsel mit ihr ist die wichtigste Quelle über sein Leben und Wirken; sie ist die älteste erhaltene deutschsprachige Briefsammlung überhaupt. In seinen Briefen spielt Heinrich souverän auf der Klaviatur einer mystischen Modesprache, ohne dass er deshalb selbst als Mystiker zu gelten hat.
1336 hielt Heinrich sich in Avignon auf. Sein Versuch, sich als Pfarrer von Fessenheim niederzulassen, scheiterte 1338. Nach dem Erlass Ludwigs des Bayern vom 6. August 1338 gegen das Interdikt Benedikt XII. verließ er als Anhänger des Papstes das Land und gelangte 1339 nach Basel, wo er überaus erfolgreich als Prediger wirkte und im Kreis der Basler Gottesfreunde in Kontakt mit Heinrich Seuse und Johannes Tauler stand. Immer wieder unternahm er von hier aus Reisen; 1347 überführte er im Auftrag des Basler Bistums Reliquien des Kaisers Heinrich II. und seiner Frau Kunigunde von Bamberg in das Basler Münster. Vermutlich im Umkreis von Heinrich und den Gottesfreunden entstand die oberdeutsche Übersetzung des Werkes Das fließende Licht der Gottheit der Mechthild von Magdeburg aus dem Jahr 1345; das älteste noch erhaltene Exemplar dieser Übersetzung, der Codex Einsidlensis 277, befindet sich heute in der Stiftsbibliothek Einsiedeln. Spätestens seit 1348 stand Heinrich auch in brieflichem Kontakt mit Christine Ebner im Dominikanerinnenkloster Engelthal, die er 1351 für einige Wochen besuchte. Er vermittelte ihr das Werk Mechthilds von Magdeburg und Schriften seines (geistigen) „Vaters“ Tauler. 1348 floh Heinrich vor der Pest aus Basel und ließ sich in Sulz im Elsass nieder, lebte dann als Wanderprediger und kehrte 1350 nach Medingen zurück. Wahrscheinlich war er nach dem Tod Margaretes (1351) dann bis 1379 als Seelsorger im Augustinerinnenkloster Pillenreuth tätig und vermittelte dorthin mystische Literatur aus Engelthal. Diese wurde dann im 15. Jahrhundert dem reformierten Augustiner-Chorfrauen-Stift Inzigkofen zur Abschrift überlassen, wodurch ein gewichtiger Teil mystischer Literatur der Nachwelt erhalten blieb.